# Cheval de Solutré
Vous lisez un « bon article » labellisé en 2013.
Pour les articles homonymes, voir Solutré.
Taxons concernés
- Ordre :
  - Perissodactyla
- Famille :
  - Equidae
- Genre :
  - Equus
- Espèces et sous-espèces :
  - Equus caballus gallicus (par défaut)
  - Equus caballus germanicus (V. Eisenmann)
  - Equus caballus arcelini
  - Equus ferusmodifier

L'expression « cheval de Solutré » fait référence aux restes d'équidés préhistoriques découverts près de la roche de Solutré par Adrien Arcelin et Henry Testot-Ferry en 1866, puis étudiés par le professeur Toussaint en 1874. Cette découverte est à l'origine d'une légende populaire de chasse à l'abîme, selon laquelle les chasseurs du Paléolithique guidaient des troupeaux de chevaux sauvages vers le haut de la roche pour les précipiter dans le vide et les tuer. En réalité, ces chevaux migrants étaient abattus par les hommes au pied de la roche.
Les recherches plus récentes de Jean Combier, François Prat et Jean-Luc Guadelli attribuent les restes de chevaux découverts à Solutré à des sous-espèces issues d’Equus caballus germanicus, à savoir Equus caballus gallicus et Equus caballus arcelini. D'un point de vue scientifique, le cheval de Solutré n'est donc pas considéré comme une espèce distincte, bien qu'il reste cité dans les ouvrages grand public comme étant l'ancêtre de certaines races de chevaux modernes, notamment du Camargue et de l'Ardennais.

## Description des ossements
Les gisements paléolithiques proches de la Roche de Solutré, à Solutré-Pouilly, ont livré de très nombreux restes de chevaux, découverts par Adrien Arcelin et Henry Testot-Ferry en 1866. Ces os sont étudiés en 1874 par le professeur Toussaint, dans son Traité sur le cheval dans la station préhistorique de Solutré. Il estime que la taille moyenne des chevaux est de 1,36 m à 1,38 m, pour un maximum de 1,45 m, estimation que confirme la même année l'hippologue André Sanson. En comparaison avec les chevaux domestiques, ceux de Solutré possèdent une grosse tête. Toutefois, des parties essentielles du squelette, notamment un crâne complet, manquent pour une étude détaillée. Toujours d'après André Sanson, cela ne permet pas à l'époque de déterminer de quel type d'équidé il s'agit. Une nouvelle série d'études voit le jour quand Jean Combier récupère ces ossements, dans les années 1960.

## Interprétations scientifiques
Plusieurs théories scientifiques ont depuis été émises concernant ces restes de chevaux, tant au sujet de la manière dont ils sont morts que de leur origine.

### Domestication ou chasse
L'une des premières hypothèses évoquées par le professeur Toussaint en 1874 est que les hommes du Solutréen ont domestiqué ces chevaux, afin de pouvoir les capturer au lasso puis les consommer. Elle est infirmée par André Sanson et Charles-Alexandre Piétrement, au regard des connaissances sur les hommes du Paléolithique : ce dernier indique que les ossements proviennent de chevaux abattus par une troupe de chasseurs et que les connaissances des hommes du Solutréen étaient trop rudimentaires pour inclure la domestication du cheval. Le professeur Toussaint et l'hippologue sont également en désaccord sur l'estimation de l'âge des chevaux.
Selon la théorie la plus récente, les chevaux passent vraisemblablement souvent à proximité du rocher de Solutré durant leurs migrations saisonnières, hivernant dans les vallées du Rhône et de la Saône pour remonter sur des plateaux à l'Ouest avec le retour de la chaleur. Les groupes humains du Paléolithique profitent alors du passage de nombreux troupeaux pour abattre des animaux.

### Espèces ou sous-espèces concernées
Le postulat de l'existence de deux sous-espèces différenciées sur le site de Solutré fait suite à l'examen des ossements récupérés par Jean Combier. Remarquant des différences de morphologie associées à différentes datations (ce qui suggère plusieurs espèces ou sous-espèces parmi ces fossiles), François Prat et ce dernier postulent l'existence de deux types de chevaux différenciés sur ce site : Equus caballus gallicus et Equus caballus arcelini. Il semblerait qu'Equus caballus gallicus soit apparu dans la région de Solutré durant la seconde moitié du Würm III, comme successeur d’Equus caballus germanicus qui arpentait ces régions depuis le Würm II. Il est ensuite possible qu'une nouvelle espèce mieux adaptée aux contraintes climatiques ait succédé à Equus caballus gallicus à la fin du Würm IV.

### Equus caballus gallicus
Equus caballus gallicus est une sous-espèce supposée de taille inférieure à celle d’Equus caballus germanicus, présentant d'après François Prat une morphologie différente avec des caractères caballins mieux affirmés sur sa denture,,. Plus petit et léger que ce dernier, il toise 1,40 m en moyenne, est doté de sabots larges et d'une tête courte et volumineuse pourvue de dents robustes, reposant sur une encolure courte et large.
Parce qu'il forme la majorité des fossiles retrouvés à Solutré, c'est en principe à Equus caballus gallicus que se réfère par défaut le nom de « cheval de Solutré ». Tous les préhistoriens et paléontologues ne reconnaissent toutefois pas l'existence de ce taxon. Vera Eisenmann postule que Equus caballus germanicus peut présenter des variations de taille et de denture, et qu’Equus caballus gallicus n'a jamais existé, Equus caballus arcelini aurait succédé directement à Equus caballus germanicus 15 000 ans avant notre ère, avec des changements morphologiques beaucoup plus visibles,.

### Equus caballus arcelini
Les études effectuées par François Prat puis par Jean-Luc Guadelli vers 1989 ont montré qu'une autre sous-espèce potentielle, plus petite, est présente dans les niveaux magdaléniens de Solutré. Elle a été nommée Equus caballus arcelini en hommage à Adrien Arcelin,.

### Equus ferus
Certains auteurs ont également rapproché les chevaux de Solutré de l'espèce Equus ferus, une espèce distincte de celle du cheval domestique.

## Légende de la chasse à l’abîme

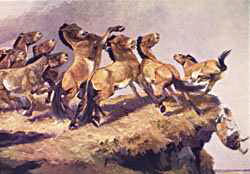
Les chevaux précipités depuis la roche de Solutré, illustration de 1870.

La découverte des ossements de Solutré a donné naissance à une légende relayée par la culture populaire, selon laquelle les chasseurs paléolithiques auraient guidé les troupeaux de chevaux jusqu'au sommet de la Roche pour les précipiter du haut des falaises afin de les tuer.
Cette théorie très populaire, dont il n’a jamais été question dans les publications scientifiques de Henry Testot-Ferry, apparaît dans le roman préhistorique d’Adrien Arcelin intitulé Solutré ou les chasseurs de rennes de la France centrale, en 1872. Il s'agit d’une fiction dont l’imaginaire populaire s’est emparé. Illustrée d'une très riche iconographie, elle est reprise des dizaines de fois par des auteurs, cinéastes et artistes malgré son impossibilité, prouvée dès les années 1960 par la configuration du terrain.
Elle est désormais largement contestée, notamment du fait de la distance qui sépare les falaises de la Roche des amas osseux archéologiques, de l'ordre d'une centaine de mètres. Les connaissances sur l'armement de chasse des Solutréens l'infirment également. D'après François Poplin, cette légende aurait perduré par l'association symbolique entre cheval et élévation vers les hauteurs, avec une possible influence de l'image du mouton de Panurge. Selon le Musée départemental de Préhistoire de Solutré, les chevaux étaient en réalité abattus au pied de la roche.

## Relations entre le «cheval de Solutré» et les chevaux domestiques
Le « cheval de Solutré » est fréquemment cité dans la généalogie de races chevalines françaises qui sont censées l'avoir pour ancêtre.

### Camargue

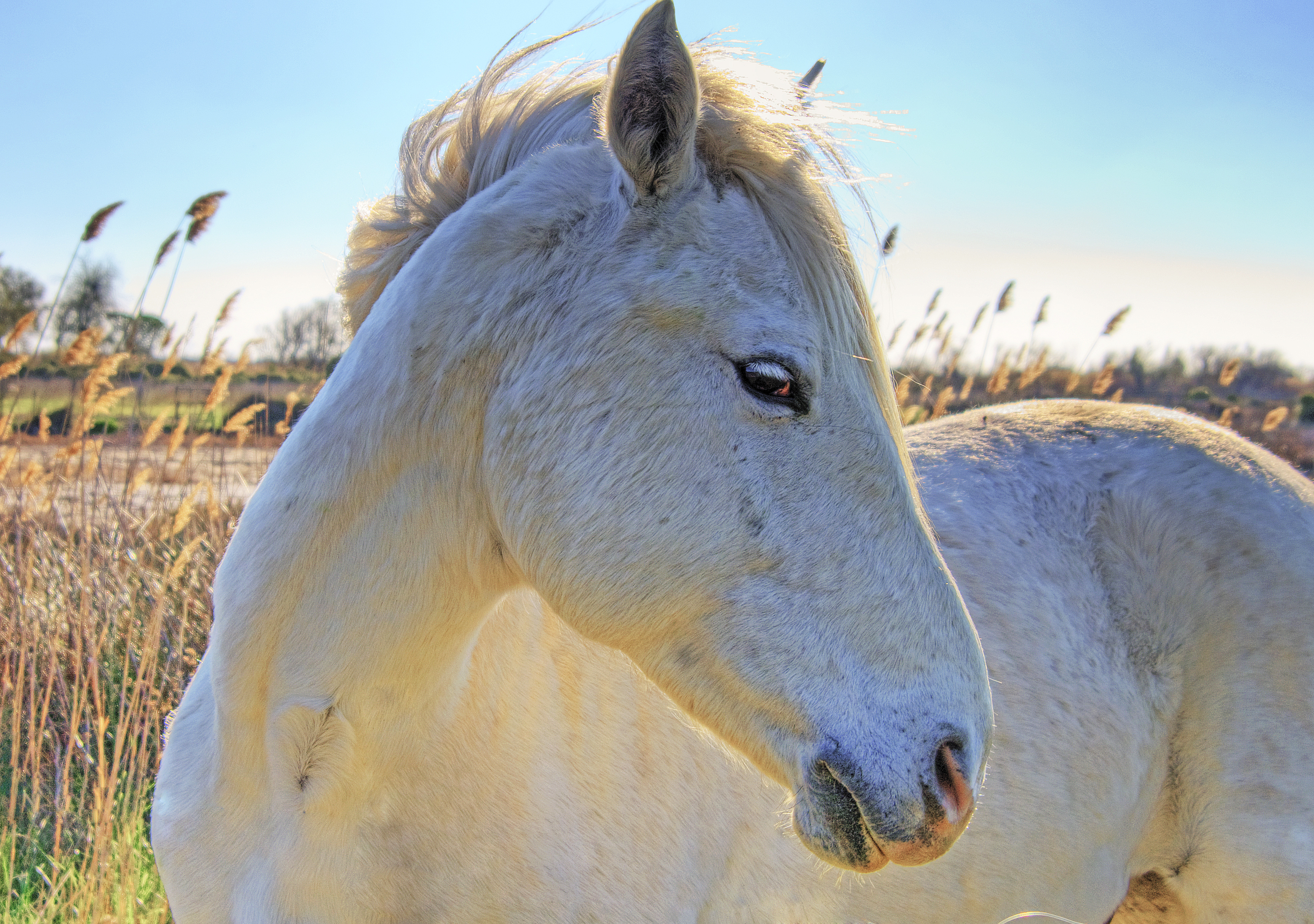
Le Camargue est encore aujourd'hui considéré comme très proche du « cheval de Solutré ».

En 1874, le professeur Toussaint a rapproché les ossements découverts du cheval de Camargue. Il découvre un an plus tard un squelette de cheval près d’Arles, qu'il voit « de forme solutréenne » et le mentionne comme étant le plus ancien témoignage direct d'un ancêtre du cheval camarguais.
Cette théorie est toujours largement relayée par bon nombre d'ouvrages de vulgarisation récents parus en 2006,, ou encore 2008. Le document officiel de la race Camargue édité par les Haras nationaux affirme que suivant cette logique, le cheval de Solutré vivait il y a 20 000 ans dans le bassin de la Saône et aurait longé la vallée du Rhône pour s'installer dans les étendues de Camargue il y a 10 000 ans.

### Ardennais
En 1874, André Sanson considère le cheval de Solutré comme l'ancêtre direct du cheval Ardennais, supposant notamment que les habitants de l'actuelle Belgique se fournissaient en chevaux dans le Bassigny durant les premiers temps de la domestication du cheval, mais cette théorie a été infirmée par des recherches plus récentes. L'Ardennais (et par conséquent l'Auxois et le trait du Nord, qui sont issus de croisements avec ce dernier) sont toujours fréquemment cités comme des descendants du cheval de Solutré, mais rien ne prouve que les chevaux du site de Solutré aient migré vers les Ardennes.  

#### Publications duXIXe
- André Sanson, « Le cheval de Solutré », Bulletins de la Société d'anthropologie de Paris, II° Série, Clermont-Ferrand, t. 9,‎ 1874, p. 642–651 (lire en ligne)
- Charles-Alexandre Piétrement, « Note sur le cheval de Solutré », Bulletins de la Société d'anthropologie de Paris, II° Série, t. 9,‎ 1874, p. 689–698 (DOI 10.3406/bmsap.1874.3092, lire en ligne, consulté le 26 mars 2013)

#### Publications duXXe
- François Prat, Recherches sur les Équidés pléistocènes en France : Thèse de doctorat d’État ès Sciences Naturelles, 149 fig., 126 tabl., vol. 4, Faculté des Sciences de Bordeaux, 1968, 696 p., chap. 226
- François Prat, « Le Cheval de Solutré, Equus caballus gallicus, 2 fig., 3 tabl. », Bulletins et Mémoires de la Société d'anthropologie de Paris, Bordeaux, Soc. Anthropologique du Sud-Ouest, no 4,‎ 1969, p. 6
- Jean-Luc Guadelli, « Les chevaux de Solutré (Saône et Loire, France), 9 fig., 62 tabl. », Datation et Caractérisation des Milieux Pléistocènes, Actes des Symposiums 11 et 17 de la 11e R.S.T., Cahier du Quaternaire, Clermont-Ferrand, CNRS, no 16,‎ 1989, p. 261-336
- F. Poplin, « Le Grand saut des chevaux de Solutré », L'Homme, CNRS, t. 30, no 116,‎ 1990, p. 137–142 (lire en ligne)
- A. Langlois, « Le Cheval du gisement Pléistocène moyen de La Micoque (Les Eyzies-de-Tayac, Dordogne) : Equus mosbachensis micoquii nov. ssp. », Paléo, no 17,‎ 2005, p. 73–110 (lire en ligne)

#### Articles et ouvrages de vulgarisation
- Enrico Pozzi, Danielle Depracter et Sandra de La Torre, Les Magdaléniens : art, civilisations, modes de vie, environnements : coll. « L'Homme des origines », Éditions Jérôme Millon, 2004, 368 p. (ISBN 978-2-84137-144-0, lire en ligne), p. 63
- Sylvain Quertelet, « Solutré, une figure emblématique de la chasse aux chevaux », Cheval Attitude,‎ avril 2006M. Quertelet est attaché de conservation au musée départemental de Préhistoire de Solutré